# Bycanistes fistulator
Il bucero zufolatore (Bycanistes fistulator (Cassin, 1852)) è un uccello della famiglia dei Bucerotidi originario dell'Africa occidentale e centrale.

## Descrizione

### Dimensioni
Misura 45 cm di lunghezza, per un peso di 463-710 g nel maschio e di 413-500 g nella femmina.

### Aspetto
Questo bucero di medie dimensioni e dal piumaggio bianco e nero ha il ventre e il groppone bianchi. Il maschio della sottospecie nominale ha le copritrici alari nere e le secondarie che terminano con un'ampia zona bianca. Le timoniere esterne hanno la punta bianca. Il becco e il casco sono marroncini con la base color crema e numerose tacche sui lati. La pelle nuda intorno agli occhi è blu scura. La femmina è più piccola del maschio, ha becco e casco di dimensioni inferiori e la base del becco più scura. I giovani sono piuttosto simili agli adulti, ma hanno un becco piccolo privo di casco, con la base ornata da alcune piume marroni.
La sottospecie sharpii è più grande. Presenta l'interno delle primarie e tutte le secondarie ricoperte di bianco. Le timoniere esterne sono interamente bianche. Il becco e il casco color crema hanno una macchia centrale scura e non sono rugosi. Le piume nere del vertice sono più numerose e formano una sorta di cresta arricciata. La sottospecie duboisi è simile a questa ed è di dimensioni forse ancora più grandi. Presenta anch'essa primarie esterne dai grandi bordi bianchi. Delle tre sottospecie, è quella con il casco più voluminoso.

### Voce
La sottospecie sharpii produce un debole fischio e il suo richiamo è diverso da quello del bucero dai calzoni bianchi con il quale condivide l'areale. Il richiamo di questa sottospecie è un kah-k-k-k-k-k potente che ricorda una grassa risata. È più breve e meno lugubre di quello di altri buceri africani come il bucero guancegrigie o il bucero dal casco giallo che occupano lo stesso areale.

## Biologia

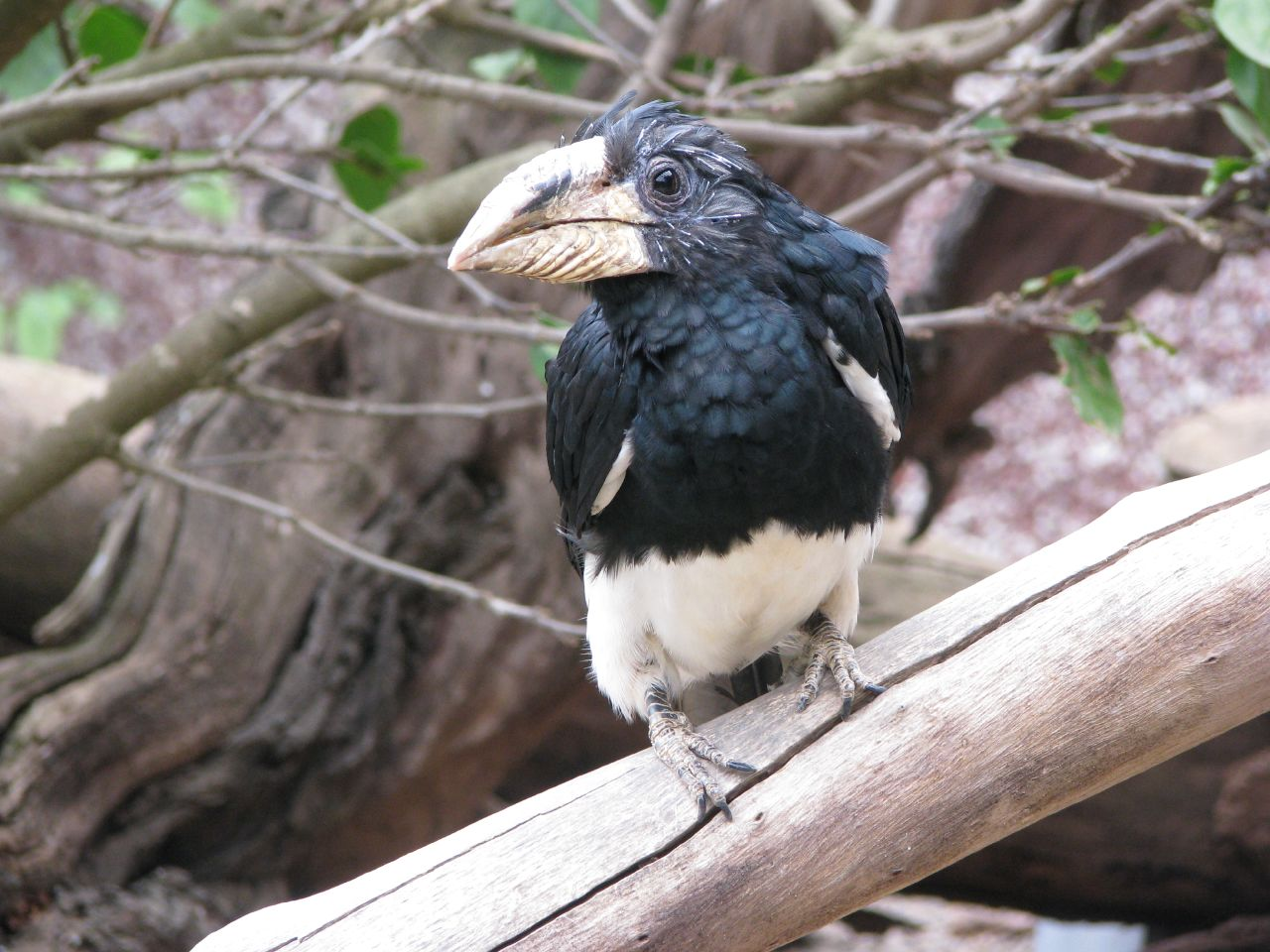
Esemplare al Guinate Tropical Park di Lanzarote (isole Canarie).

I buceri zufolatori vanno in cerca di cibo generalmente ad un'altezza di 30-50 metri nella canopia. A volte inseguono gli insetti in volo o arrivano a scendere sul suolo della foresta per seguire le processioni delle formiche legionarie. I buceri zufolatori vivono abitualmente in gruppi familiari o bande poco numerose, anche se in alcuni casi possono comprendere più di trenta individui. Questi uccelli sono considerati sedentari. Fino ad oggi non vi sono mai state segnalazioni di spostamenti in gran numero che ricordino una migrazione, ma in Liberia, in certe annate, sono stati segnalati esemplari che sembravano essere piuttosto distanti dal loro areale abituale. A livello locale, i buceri zufolatori percorrono spesso distanze piuttosto lunghe dagli alberi da frutto dove si alimentano ai luoghi di riposo.

### Alimentazione
Quasi il 90% della dieta è costituito da frutti appartenenti a circa 40 specie di piante ripartite in 12 famiglie. Vengono mangiati anche alcuni insetti.

### Riproduzione
Le informazioni riguardanti la riproduzione sono poche. Sembra non esserci una vera e propria stagione degli amori. I buceri zufolatori nidificano in gennaio, aprile, giugno e ottobre-dicembre in Africa occidentale e depongono le uova in gennaio-febbraio, aprile, luglio e settembre-dicembre in Africa centrale e orientale. Il nido è situato nella cavità naturale di un albero, tra 8 e 15 metri dal suolo. La covata comprende da 1 a 3 uova, ma di solito solo un nidiaceo riesce a raggiungere l'involo. Quando cova all'interno della cavità, la femmina non muta sempre le remiganti e le timoniere. Questo è tutto ciò che sappiamo. Sono sconosciute sia la durata dell'incubazione che quella della permanenza dei giovani nel nido.

## Distribuzione e habitat
Il bucero zufolatore è endemico dell'Africa equatoriale e sub-equatoriale. Il suo areale forma una banda più o meno ampia che si estende dal Senegal ad ovest all'Uganda ad est. La specie frequenta esclusivamente le zone boscose: la troviamo nelle foreste primarie sempreverdi e nelle foreste a galleria circostanti, ma è presente anche nelle formazioni a mangrovie e nelle foreste paludose. Occasionalmente, si stabilisce nelle foreste in corso di rigenerazione, nelle piantagioni e nelle regioni di pianura fino a 600 metri d'altitudine.

## Tassonomia
Vengono riconosciute tre sottospecie:
- B. f. fistulator (Cassin, 1850), diffusa dal Senegal al fiume Niger (Nigeria occidentale);
- B. f. sharpii (Elliot, 1873), diffusa dal fiume Niger fino alla Repubblica Democratica del Congo occidentale ad est e all'Angola nord-occidentale a sud;
- B. f. duboisi Sclater, 1922, diffusa nella Repubblica Centrafricana e nel bacino del Congo, fino all'Uganda occidentale ad est e alla Repubblica Democratica del Congo centro-meridionale e orientale a sud.

Ultimamente gli studiosi tendono a suddividere questa specie in due forme distinte: il bucero zufolatore occidentale (B. fistulator), monospecifico, e il bucero zufolatore orientale (B. sharpii), con le due sottospecie sharpii e duboisi.

## Conservazione
Il bucero zufolatore non è minacciato a livello globale: è persino localmente comune nei terreni coltivati forniti di grandi alberi che confinano con le foreste primarie.